# Conacul Mihail Ghelmegeanu din Valea Mare-Podgoria

Conacul Mihail Ghelmegeanu din satul Valea Mare-Podgoria, localitate componentă a orașului Ștefănești din județul Argeș a fost reședința lui Mihail Ghelmegeanu.
Clădirea este înscrisă pe lista monumentelor istorice din județul Argeș elaborată de Ministerul Culturii și Patrimoniului Național din România.